# In Her Defense
In Her Defense (bra: Assassinato Perfeito; prt: Em Sua Própria Defesa) é um filme estadunidense de suspense do ano de 1998, dirigido por Sidney J. Furie.

## Sinopse
Andrew Garfield é um advogado que tem um caso com Jane, uma mulher surda. Um dia, porém, o marido de sua amante os pega em pleno ato e, no impulso, Andrew mata-o. Jane, acusada de cometer o assassinato, pede que Andrew a defenda no tribunal. Agora, o jovem advogado terá de defender a amante sem levantar suspeitas sobre si próprio.

## Elenco
- Michael Dudikoff… Andrew Garfield
- Marlee Matlin… Jane Claire
- Maurice Arsenault
- David Attis